# Cantón de Montagnac
El cantón de Montagnac era una división administrativa francesa, que estaba situada en el departamento de Hérault y la región de Languedoc-Rosellón.

## Composición
El cantón estaba formado por doce comunas:
- Adissan
- Aumes
- Cabrières
- Cazouls-d'Hérault
- Fontès
- Lézignan-la-Cèbe
- Lieuran-Cabrières
- Montagnac
- Nizas
- Péret
- Saint-Pons-de-Mauchiens
- Usclas-d'Hérault

## Supresión del cantón de Montagnac
En aplicación del Decreto n.º 2014-258 de 26 de febrero de 2014, el cantón de Montagnac fue suprimido el 22 de marzo de 2015 y sus 12 comunas pasaron a formar parte del nuevo cantón de Méze.